# ポッチェイモ
ポッチェイモ（アイヌ語: potce-imo）は、北海道、樺太などの北方地域に住むアイヌの間に伝わる、ジャガイモを用いた保存食、または料理を指す。

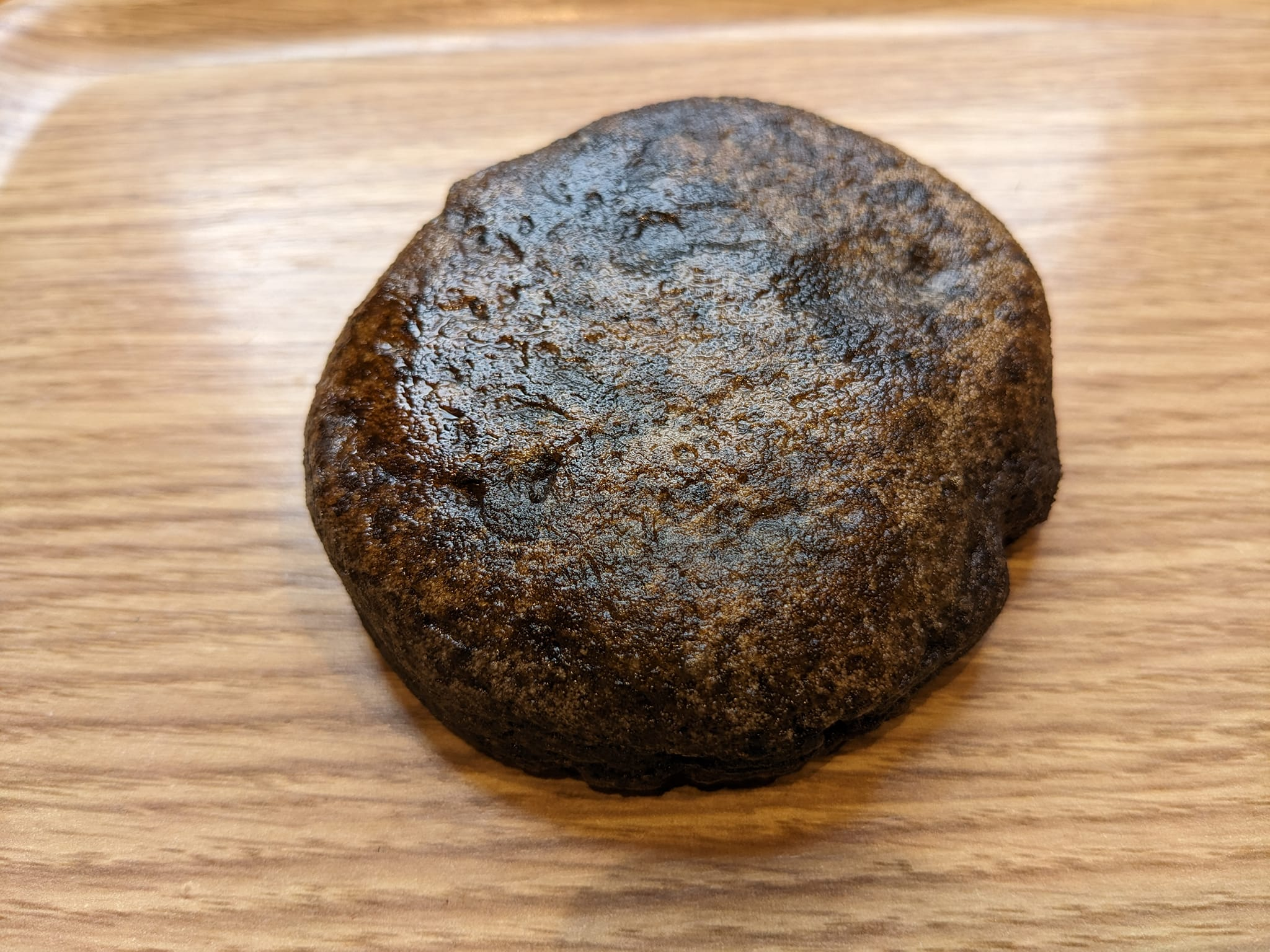
ポッチェイモの団子。ウポポイの売店で購入

## 概要
もとは、アイヌの家庭で日常食として食されていたものであり、現在も作られて、食されているものであるが、最近は、観光客向けとして、阿寒湖畔のアイヌコタンにある飲食店や、阿寒湖畔の一部ホテルなどで提供されている。焼いたものをそのまま食べたり、砂糖やはちみつなどをつけたり、バターと一緒に食す方法などがある。アイヌの地にジャガイモが伝わったのは18世紀末の頃であり、それ以降の文化である。

## 呼称について
ポッチェイモ（potce-imo）は、釧路地方の言い方で、ポッチェは、「ぐちゃっとつぶれる」という意味。
平取ではペネエモ（pene-emo）、ペネイモ（pene-imo）という。ペネは、「ぐちゃぐちゃになる」という意味。
その他、十勝地方では、ムニニモ（munin-imo）、ムニニモシト（muninimo-sito）という（シトはアイヌ語で団子の意）。
また、静内・様似などでは、イモシト（imo-sito）という。白老では、ペネコショイモ（pene-kosoymo）と呼ぶ。
最近は、人の移動や交流、書籍・インターネットの影響で、各地の言い方が混交し、地域差があいまいになり、ある地域で、別の地域の言い方が使われることもある。

## 作り方
冬季、土地が根雪に覆われた後に、雪の中にジャガイモを埋める。または、畑で収穫し切れなかったジャガイモが、雪に覆われ埋もれる。雪の中でイモは凍ったり、融けたりを繰り返すうちに、発酵する。
春・雪融けのころに雪とともに溶け出した発酵済みのイモの皮をむき、つぶし、水を張った桶等で何度も洗う。澱粉質が沈殿するのでこれを漉して乾燥させる。この状態で保存する。食べるときは保存したイモを水で戻し、練ったり搗いたりして、成型し、焼いて食べる。

## 発酵食かどうか
現在に伝わるポッチェイモの代表的な製造法が自然発酵するもので、かならずしも必須条件ではない様子である。

## その他の地域のジャガイモの乾燥保存の文化との違い
ジャガイモをくり返し凍結・解凍させた保存食としては、原産地である南米のチューニョがあり、日本でも一般に「しみいも(凍み芋)」「ちぢみいも」「しばれいも」などが知られ、フリーズドライの原型とも言えるが、ポッチェイモの場合、積極的に水分は抜かず、フリーズドライさせない。むしろそのまま発酵させ、水分を多く含んだ状態のものをあく抜きをしたあと、絞って水分を抜き、乾燥させ保存する点で違いがある。